# 楊麗貞
楊 麗貞（よう れいてい、1949年 - ）は、日本のピアニスト、ピアノ教育家。

## 来歴
桐朋女子高等学校、桐朋学園大学音楽学部卒業。
井口秋子、室内楽を齋藤秀雄、ポーランドでレギナ・スメンジャンカ、ニューヨークにてサッシャ・ゴロドニッツキーに師事。